# Convento da Caloura

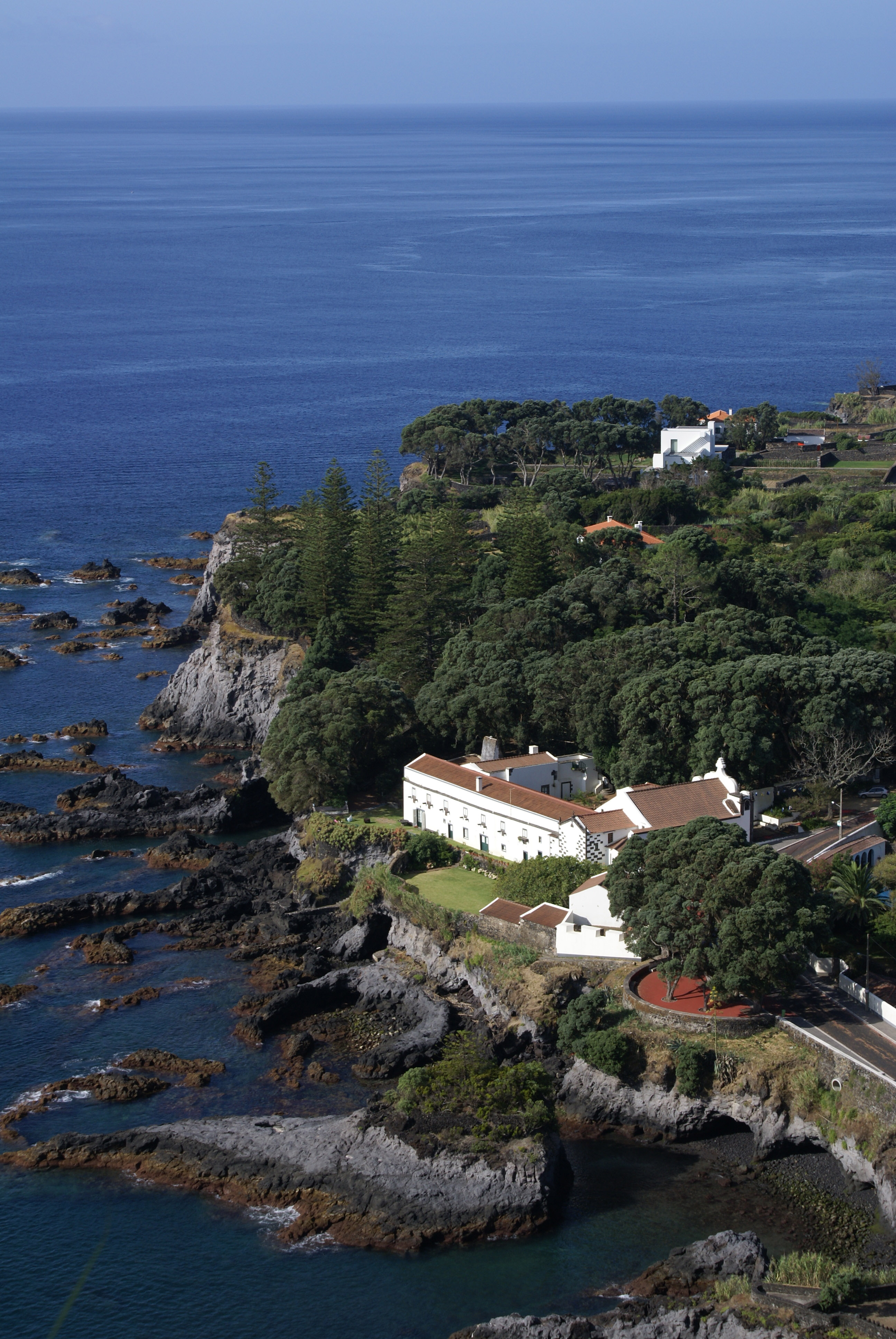
Convento da Caloura visto do Miradouro do Pisão.

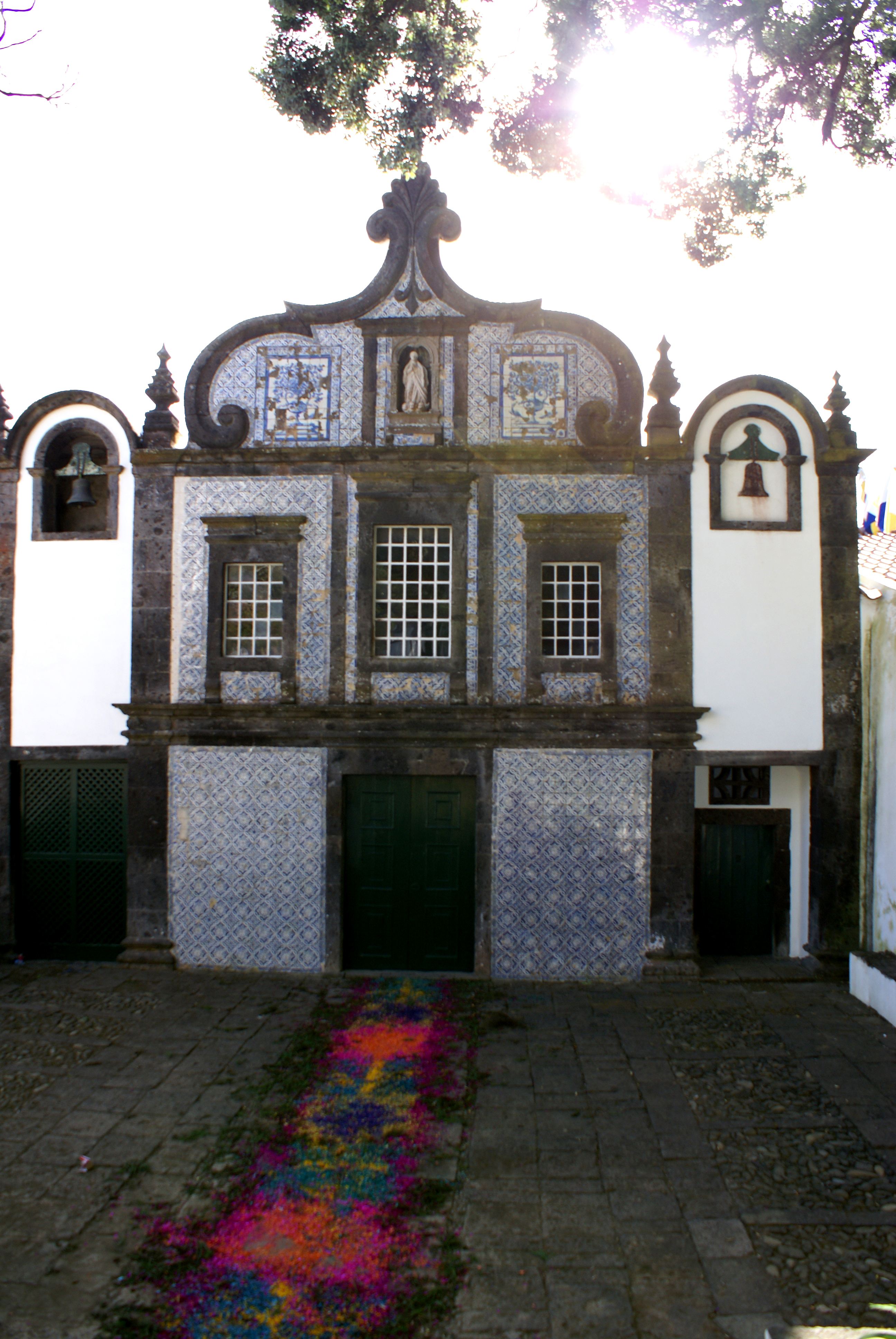
Convento da Caloura: fachada da igreja.

O Convento da Caloura, também designado por Convento de Nossa Senhora da Conceição da Caloura e Recolhimento da Caloura, localiza-se à Caloura, em Água de Pau, município da Lagoa, ilha de São Miguel, nos Açores.
A sua localização é peculiar, dado que se encontra construído sobre rochedos à beira-mar.
O conjunto arquitetónico encontra-se classificado como Imóvel de Interesse Público pelo Governo Regional dos Açores desde 2008.

## História
A sua construção remonta ao século XVI, ligando-se a sua história ao culto do Senhor Santo Cristo dos Milagres. Uma inscrição epigráfica abaixo do nicho no centro do tímpano da fachada da ermida informa: "DEZEMBRO 1684".
A imagem do Senhor Santo Cristo ("Ecce Homo") para aqui veio, oferecida pelo Papa Paulo III. Posteriormente, devido à fragilidade da sua localização junto ao mar, e sujeita aos assaltos de piratas e corsários então frequentes no mar dos Açores, a congregação e a imagem deslocaram-se para o Convento de Nossa Senhora da Esperança, em Ponta Delgada, local onde atualmente se encontra.

## Características
Apresenta modestas dimensões e arquitectura.
Anexa a este convento e fazendo parte integrante do mesmo ergue-se uma ermida cuja fachada se encontra ladeada por duas torres sineiras baixas e com apenas um sino cada uma.
No frontispício da fachada principal encontra-se um nicho onde se encontra localizada uma imagem de Nossa Senhora da Conceição.
O interior desta construção, em estilo barroco, é revestido por uma preciosa coleção de azulejos: os de tonalidades azul e amarela sobre fundo branco possivelmente ainda seiscentistas, e os demais, de pintura azul sobre branco, um dos quais, na ermida, ostenta a data de 1725. A capela-mor possui preciosos retábulos onde se destacam várias imagens de anjos.